# ヨーロッパヤマウズラ

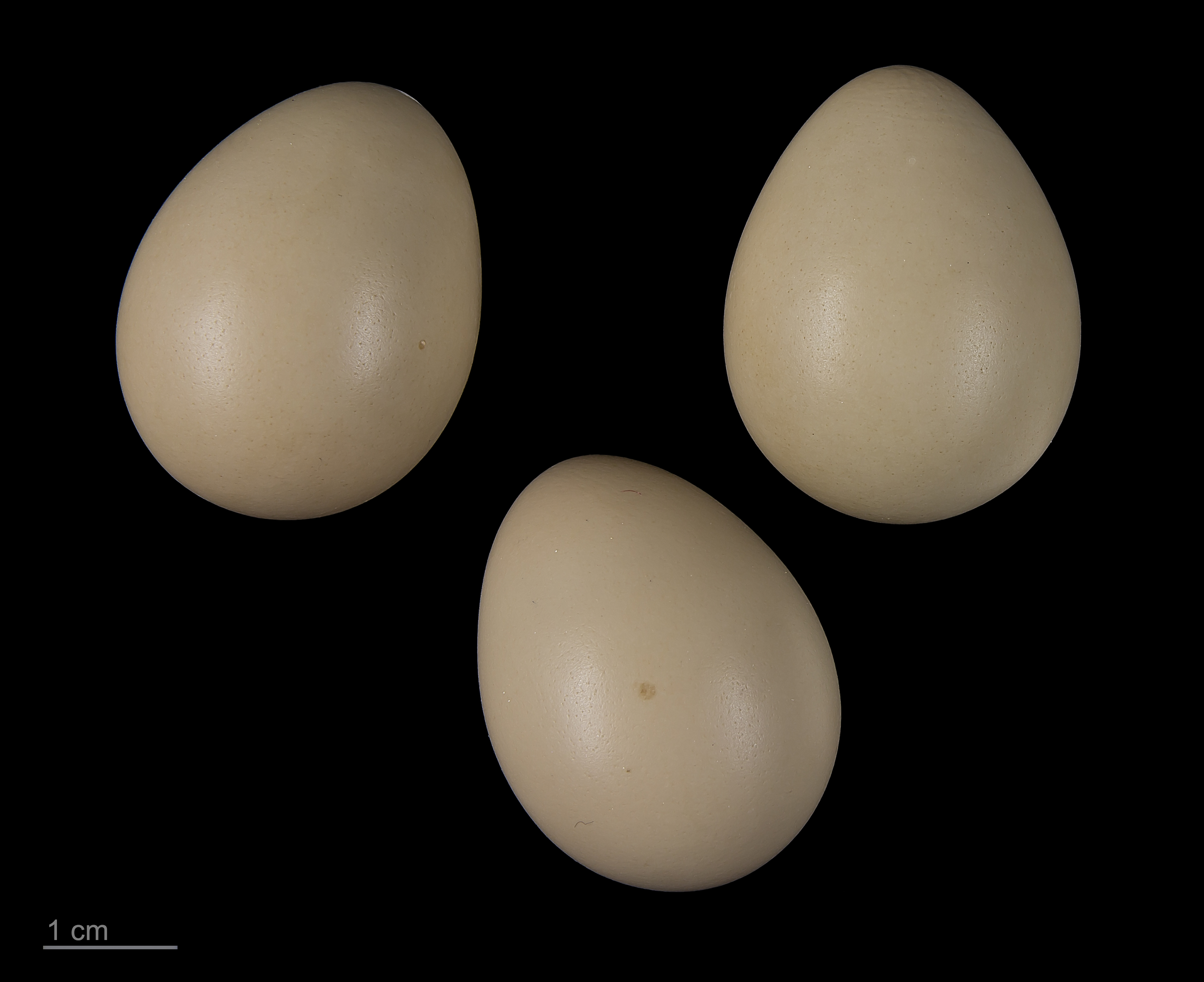
Perdix perdix

ヨーロッパヤマウズラ（欧羅巴山鶉、Perdix perdix）は、鳥綱キジ目キジ科ヤマウズラ属に分類される鳥類。

## 分布
P. p. armoricata
フランス北西部
P. p. hispanienesis
スペイン北部
P. p. italica
イタリア
P. p. robsta
ロシア
P. p. sphagnetorum
オランダ、ドイツ北西部

## 形態
全長23-31.1センチメートル。翼長15.1-16センチメートル。体重0.3-0.5キログラム。胸部に馬蹄状の暗褐色の斑紋が入る。
虹彩は暗褐色。
オスは頭頂の羽衣が褐色で、顔から喉にかけての羽衣が橙色。上面の羽衣は黄褐色、胸部の羽衣は青灰色、腹部の羽衣は灰白色。肩や背に灰色の横縞、体側面には赤褐色の縦縞、腰や尾羽基部の上面を被う羽毛（上尾筒）には赤褐色の斑紋が入る。メスは胸部の暗色斑が小型で不明瞭。
卵は長径3.6センチメートル、短径2.7センチメートルで、殻は黄色。

## 分類
8亜種に分かれる。
- Perdix perdix armoricana
- Perdix perdix canescens
- Perdix perdix hispanienesis
- Perdix perdix italica
- Perdix perdix lucida
- Perdix perdix perdix
- Perdix perdix robsta
- Perdix perdix sphagnetorum

## 生態
林縁、山地の草原、ステップ、半砂漠地帯、農地などに生息する。
繁殖形態は卵生。浅い窪地に草や葉を敷いた巣に、9-20個の卵を産む。鳥綱では最も産卵数が多い。抱卵期間は23-25日。

## 人間との関係
古くから狩猟の対象とされている。